# Острел, Флоренс
Флоренс Мэри Острел, урождённая Уилсон (англ. Florence Mary Austral; 16 апреля 1892, Мельбурн, Австралия — 15 мая 1968, Ньюкасл, Австралия) — австралийская оперная певица (сопрано). Известна в первую очередь ролями в операх Вагнера.

## Биография
Флоренс Уилсон родилась в 1892 году в Ричмонде (Виктория). Она была единственной дочерью Вильгельма Линдхольма (впоследствии изменившего имя на Уильям Уилсон), плотника родом из Швеции, и его жены Хелены Мэри Харрис. Отец умер, когда девочке было три года; мать повторно вышла замуж за Джона Фаваза, сирийца по происхождению. До 1921 года певица была известна под именем Флоренс Фаваз; впоследствии она взяла сценический псевдоним Флоренс Острел.
В раннем возрасте Флоренс не училась пению, однако в 1913 году она выиграла конкурс вокалистов в Балларате. После этого она начала брать уроки вокала в Мельбурнской консерватории у Элизы Видерманн. Впоследствии, окончив консерваторию при Мельбурнском университете (Melbourne Conservatorium of Music), она отправилась совершенствоваться в Нью-Йорк. Ей предложили контракт в Метрополитен-опера, но она предпочла карьеру в Англии.
Дебют Флоренс Острел в Лондоне состоялся в 1921 году в Альберт-Холле. В 1922 году она выступила на сцене Ковент-Гардена, и вскоре, без предварительных репетиций, заменила Эльзу Стралиа в партии Брунгильды в «Валькирии» Вагнера. Её выступление имело большой успех, и впоследствии вагнеровские роли стали основой репертуара певицы. Помимо произведений Вагнера, Флоренс Острел пела в операх Верди, Моцарта и Пуччини, а также исполняла Lieder Шуберта, Брамса и Штрауса. В 1920-х годах она начала записывать пластинки, что также способствовало её известности. Однако в ранних записях ей приходилось петь вполсилы, поскольку звукозаписывающая техника не могла передать всю мощь её голоса, так что сама певица довольна ими не была. В общей сложности за свою карьеру Острел сделала 102 записи.
В 1925 году Флоренс Острел вышла замуж за австралийского флейтиста Джона Амадио, которого знала ещё в юности, и в 1930 году вернулась с ним в Австралию, где её выступления получили чрезвычайно лестные отзывы критиков. Впоследствии, вновь отправившись в Европу, она заключила контракт с Берлинской государственной оперой. Однако уже тогда у неё проявились первые признаки рассеянного склероза, что затрудняло выступления на сцене. Тем не менее в 1920-х — 1930-х годах она успешно гастролировала в Северной Америке и в Голландии.
В 1934 году Флоренс Острел и Джон Амадио дали ряд концертов в разных городах Австралии. Певица также неоднократно выступала в рамках оперного сезона 1934—1935 годов. В 1936 году она вернулась в Лондон, где время от времени пела в благотворительных концертах, но её оперная карьера подошла к концу. В 1946 году Острел вернулась в Мельбурн, а с 1964 года преподавала в консерватории Ньюкасла. В 1959 году она вынуждена была прекратить работу из-за состояния здоровья. Певица умерла в Ньюкасле 15 мая 1968 года.